# Самборский техникум экономики и информатики
Самборский техникум экономики и информатики (укр. Самбірський технікум економіки та інформатики) - высшее учебное заведение в городе Самбор Львовской области Украины.

## История
Средне-специальное учебное заведение в районном центре Самбор Самборского района Дрогобычской области УССР было создано 2 сентября 1945 года под названием Самборский статистический техникум.
В 1967 году техникум имел дневное и заочное отделение, и являлся единственным статистическим техникумом на территории УССР.
В 1968 году техникум был переименован в Самборский техникум механизации учёта и перешёл в подчинение Центрального статистического управления УССР.
В ноябре 1990 года техникум был подчинён министерству образования УССР и переименован в Самборский техникум информатики и вычислительной техники.
В 2000 году техникум был переименован в Самборский техникум экономики и информатики.

## Современное состояние
Техникум представляет собой государственное высшее учебное образовательное учреждение I-II уровня аккредитации, которое осуществляет подготовку специалистов по направлениям "Коммерческая деятельность", "Прикладная статистика" "Разработка программного обеспечения" и "Экономика предприятия". 
При техникуме действуют филиал экономического факультета Львовского национального университета им. И. Франко и факультет прикладного программного обеспечения Тернопольского национального экономического университета.